# Liberty Township (comté d'Iron, Missouri)
Liberty Township est un ancien township du comté d'Iron, situé dans le  Missouri, aux États-Unis,.
Le township est fondé en 1857.

## Source de la traduction
- (en) Cet article est partiellement ou en totalité issu de l’article de Wikipédia en anglais intitulé « Liberty Township, Iron County, Missouri » (voir la liste des auteurs).